# Just a Little Bit of You
Just a Little Bit of You – singel Michaela Jacksona z albumu Forever, Michael. Dotarł do 4 miejsca na liście R&B Singles Chart i do 23 na liście Hot 100 w Stanach Zjednoczonych. Utwór był wykonywany na żywo przez The Jackson 5 na American Bandstand i Soul Train w roku 1975 oraz w The Jacksons TV Series w 1977.

## Lista utworów
1. Just a Little Bit of You
2. Dear Michael

## Notowania
| Lista (1975)                         | Peak position |
| ------------------------------------ | ------------- |
| U.S. Billboard Hot 100               | 23            |
| U.S. Billboard Hot R&B/Hip-Hop Songs | 4             |

## Twórcy

### Just a Little Bit of You
- Wokal: Michael Jackson
- Kompozytor: Brian Holland i Edward Holland Jr.
- Produkcja: Brian Holland
- Aranżacja: James Anthony Carmichael

### Dear Michael
- Wokal: Michael Jackson
- Kompozytor: Hald Davis i Elliot Wilensky
- Produkcja: Hal Davis
- Aranżacja: Arthur Wright